# Decrius Calpurnianus
Decrius Calpurnianus († Herbst 48 n. Chr.) war ein römischer Eques der frühen Kaiserzeit.
Decrius Calpurnianus war Präfekt der Brandwache. Er wurde laut dem römischen Geschichtsschreiber Tacitus ebenso wie mehrere andere vornehme Römer als Mitwisser des Ehebruchs, den die Kaiserin Valeria Messalina mit dem jungen Senator Gaius Silius begangen hatte, 48 n. Chr. hingerichtet.